# Ligne 1 du métro d'Erevan
La ligne 1 du métro d'Erevan est l'unique ligne en service du réseau métropolitain d'Erevan. Cette première ligne de la ville d'Erevan, dont le premier tronçon est mis en service en 1981, relie les stations Barekamoutioun et Place Garéguine Njdeh.

## Histoire
La première section de Barekamoutioun à Sassountsi David est mise en service le 8 mars 1981. Sur cette première section, la station Place de la République n'est ouverte que le 26 décembre 1981.
Toujours dans les années 1980, la ligne est prolongée. Cela débute par l'ouverture de Sassountsi David à Gortsaranaïn le 11 juillet 1983, puis de Gortsaranaïn à Chengavit le 26 décembre 1985, et enfin de Chengavit à  Place Garéguine Njdeh le 1er janvier 1987. La station Zoravar Andranik n'est ouverte que le 2 décembre 1989.
De 2010 à 2012, la ligne est rénovée (phase 1) avec le soutien de l'Union Européenne, par une subvention à l'investissement de 5 millions d'euros et un prêt, de la Banque européenne pour la reconstruction et le développement (BERD) et de la Banque européenne d'investissement (BEI), d'un total de 10 millions d'euros. L'objectif, d'améliorer la sécurité et de faire des économies d'énergie, a été réalisé avec une rénovation des tunnels et des rails et une modernisation des rames.
En 2014, débute la phase 2 de la rénovation, avec notamment pour objectif de résoudre les problèmes d'infiltration d'eau dans les tunnels, cette infiltration engendrant une importante utilisation d'énergie pour le pompage. Par ailleurs ce projet comporte, la création d'un simulateur de formation pour les conducteurs, les équipements nécessaires pour une station de lavage, et des protections contre l'incendie

## Stations
|  |   |  | Station                | Coordonnées                  | Correspondances |
|  | - |  | ---------------------- | ---------------------------- | --------------- |
|  | • |  | Barekamoutioun         | 40° 11′ 52″ N, 44° 29′ 35″ E |                 |
|  | • |  | Marchal Baghramian     | 40° 11′ 52″ N, 44° 29′ 35″ E |                 |
|  | • |  | Yeritasardakan         | 40° 11′ 14″ N, 44° 31′ 17″ E |                 |
|  | • |  | Place de la République | 40° 10′ 43″ N, 44° 30′ 58″ E |                 |
|  | • |  | Zoravar Andranik       | 40° 10′ 43″ N, 44° 30′ 58″ E |                 |
|  | o |  | Sassountsi David       | 40° 09′ 18″ N, 44° 30′ 26″ E |                 |
|  | • |  | Gortsaranaïn           | 40° 08′ 28″ N, 44° 29′ 55″ E |                 |
|  | o |  | Chengavit              | 40° 08′ 43″ N, 44° 29′ 05″ E |                 |
|  | • |  | Place Garéguine Njdeh  | 40° 09′ 03″ N, 44° 29′ 01″ E |                 |